# Gustav Adolf Falkenberg
Gustav Adolf Falkenberg (25. april 1816 i Viborg – 16. april 1886 i København) var en dansk officer, far til Einar og Frederik Holger Falkenberg.

## Under Treårskrigen
Han hørte til en familie, der i flere slægtled havde tjent i Hæren og tidligere skrev sig Falckenberg. Han var født i Viborg, hvor faderen, Georg Frederik Krogh von Falkenberg, dengang var kaptajn ved 2. jyske Infanteriregiment (død i København 1851 som oberst), medens moderen hed Anna Sophie f. Pahl. I 1829 blev han landkadet og i 1836 sekondløjtnant ved det Oldenborgske Infanteriregiment i Rendsborg. Ved udnævnelsen til premierløjtnant i 1842 kom han til 5. Jægerkorps i Kiel; da oprøret udbrød 1848, forblev han sin konge tro, arresteredes, men slap løs på borgernes forbøn og undkom til København, hvor kong Frederik VII tog meget nådigt imod ham. 28. maj om morgenen blev han ansat ved 3. Jægerkorps, hvormed han samme dag deltog i kampen ved Nybøl og senere i kampen ved Dybbøl, hvorefter han erholdt Dannebrogordenens Ridderkors ved tropperevuen på Lerbæk Mark. I 1849 kom han til 1. Forstærkningsjægerkorps som kompagnikommandør og deltog i træfningerne i Sundeved samt i slaget ved Fredericia. Under dette havde Falkenberg ved sin resolutte optræden en væsentlig del i, at ca. 650 oprørere blev taget til fange samt et halvbatteri erobret. Kort efter udnævntes han til kaptajn, men måtte samtidig indlægge sig på sygehuset. 13. oktober 1849 blev han dog ægteviet til Cathrine Eleonore Marie Christine Nyebølle, datter af fabrikejer Johan Gerhardt Georg Nyebølle. I 1850 blev han chef for soldatesken på linjeskibet Skjold; hermed besatte han Egernførde, som han forsvarede mod oprørerne 12. september. Han blev dernæst kommandant i byen og gjorde derfra flere strejftog. I begyndelsen af 1851 kom han tilbage til 1. Forstærkningsjægerkorps, stod en kort tid ved 4. Bataljon og kom så i 1852 til 10. Bataljon, hvorfra han i 1861 blev forsat til 6. Bataljon i Slesvig by.

## Under den 2. Slesvigske Krig
Ved krigsforberedelserne i 1863 – han havde erholdt majors karakter om foråret – blev han bataljonschef ved 6. Regiment, hvilken stilling han beklædte under hele krigen; han deltog først i Dannevirkes, senere i Dybbøls forsvar. I juli blev Falkenberg major og efter krigen chef for 6. Regiment (senere 6. Bataljon) i Viborg, hvilken stilling han beholdt ved gennemførelsen af Hærloven af 1867, da han forfremmedes til oberst. I 1874 blev han chef for 29. Bataljon, og 2 år senere stilledes han til rådighed for 2. Generalkommando, men blev i 1879 atter chef for 6. Bataljon og førte om sommeren brigade i lejren ved Hald, hvorefter han erholdt Kommandørkorset af 2. grad. Han stilledes derpå til rådighed for 1. Generalkommando og afgik i oktober 1880 på grund af alder fra Hæren.

## Foredragsholder
Falkenberg vedblev dog at have samme interesse for sit kald som tidligere, og med en sjælden utrættelighed deltog han i arbejdet for at udbrede oplysning i folket angående forsvarssagen. Ved de talrige rejser i dette øjemed fik hans helbred omsider et alvorligt knæk, og da han desuagtet efterkom en anmodning om at holde foredrag i Køge (kongens fødselsdag 1886), kastedes han på sygelejet, der 16. april endte med døden.
Oberst Falkenberg, der i anledning af sit 50 års officersjubilæum 1. januar 1886 blev benådet med Kommandørkorset af Dannebrog af 1. grad, var en dygtig fører, en tapper soldat og en udmærket kammerat, højt elsket af sine soldater. Jagt var en af hans hovedpassioner.
Der findes en tegning af Falkenberg fra 1850 samt fotografier af Budtz Müller og Jens Petersen.